# Бешір Сахбані
Бешір Сахбані (фр. Bechir Sahbani, нар. 22 жовтня 1972, Туніс) — туніський футболіст, що грав на позиції захисника.
Виступав, зокрема, за клуб «Есперанс», а також національну збірну Тунісу.

## Клубна кар'єра
У дорослому футболі дебютував 1994 року виступами за команду «Есперанс», в якій провів вісім сезонів. 
Протягом 2002—2004 років захищав кольори клубу «Бізертен».
Завершив ігрову кар'єру у команді «Есперанс», у складі якої вже виступав раніше. Повернувся до неї 2004 року, захищав її кольори до припинення виступів на професійному рівні у 2005 році.

## Виступи за збірну
У 1994 році дебютував в офіційних матчах у складі національної збірної Тунісу.
У складі збірної був учасником Кубка африканських націй 1996 року у ПАР, де разом з командою здобув «срібло», Кубка африканських націй 1998 року у Буркіна Фасо.
Загалом протягом кар'єри в національній команді, яка тривала 6 років, провів у її формі 26 матчів.